# 缩序铃子香
缩序铃子香（学名：Chelonopsis abbreviata）为唇形科铃子香属下的一个种。